# Proormone
I proormoni (prohormones in inglese), abbreviati molto spesso in ph, associati spesso anche ai Designer Steroids, sono sostanze precursori di ormoni. 
Sono stati scoperti negli anni settanta, e sono tuttora commercializzati legalmente in alcuni Stati, come ad esempio nel Regno Unito, sotto forma di integratori alimentari. In Italia la vendita non è consentita.
I proormoni, utilizzati con lo scopo di incrementare le prestazioni sportive, causano la positività ai test anti doping, essendo tutte le molecole di questo tipo inserite nella lista delle sostanze e metodi proibiti della WADA e del Coni.

## Lista di proormoni
- 1,4 androstenedione Proormone che non aromatizza, garantisce un buon incremento di massa magra e grazie al doppio legame in posizione 1 assicura una grande biodisponibilità orale senza essere estremamente tossico per il fegato.
- 1-androstenediol (1-AD) 1-AD è un composto orale che si converte in 1-testosterone. Alcuni studi suggeriscono che l'1-testosterone sia 7 volte più anabolico del testosterone stesso.
- 1-Testosterone 1-Testosterone è un prosteroide simile al testosterone eccetto che invece di un doppio legame in posizione 4,5 ha un doppio legame in posizione 1,2. L'assenza del doppio legame in posizione 4,5 e la sua sostituzione con il legame in posizione 1,2 è un meccanismo che avviene naturalmente nel corpo umano grazie all'azione dell'enzima 5-alpha-riduttasi. Questo stesso enzima crea il DHT (Dihydro-testosterone) a partire dal testosterone. L'ormone risultante non forma estrogeni permettendo guadagni minori di massa magra ma evitando però l'accumulo di massa grassa derivato dagli estrogeni.
- 4-Androstenediol Il 4-androstenediol (4-AD) è un precursore del testosterone molto simile al 5-Androstenediol. Rispetto a quest'ultimo però ha degli indubbi vantaggi: tre volte più effettivo, non vi è conversione a estradiolo o DHT.
- 5-Androstenediol Precursore del testosterone, quando assunto oralmente, un enzima prodotto dal fegato (17-beta hydroxysteroid deidrogenasi) lo converte direttamente in testosterone.
- 5-AA Precursore dell'ormone Masterone (Dromostanolone).
- 19-Norandrostenedione È un composto a cui manca una molecola di carbonio nel diciannovesimo livello, il che significa che viene trasformato in Nandrolone, invece che in Testosterone, all'interno del fegato. Il Nandrolone rimane attivo più a lungo nell'organismo rispetto al Testosterone. Inoltre il Nandrolone è molto anabolico e ha pochi effetti collaterali androgenici. Questa sostanza è stata paragonata al famoso e potentissimo steroide iniettabile Deca-Durabolin a causa delle loro notevoli somiglianze da un punto di vista chimico.
- 4-Cloro-17a-metil-Androst-1 ,4-diene-3-17b –diolo noto come Halodrol è un precursore dello steroide anabolizzante Oral Turinabol (4-Chlorodehydromethyltestosterone).
- 17beta-Hydroxy-17-methyl estra-4,9,11-trien-3-one, noto come Metribolone strutturalmente simile al Trenbolone.
- 17-hydroxy-17-methyl-5-androstano(2,3-c)furazan, noto come Furazabol, derivato dello Stanozololo (Winstrol).

## Effetti collaterali
Essendo precursori di ormoni anabolici l'uso di proormoni può causare la comparsa di svariati effetti collaterali, che, a seconda del tipo di molecola e a seconda della predisposizione, possono essere: ginecomastia, sbilanciamento ormonale, atrofia testicolare, acne, perdita di libido, crampi, aumento della pressione sanguigna, tossicità epatica, calvizie, aumento colesterolo LDL, alterazione del sonno, emicrania, aumento aggressività, dolore alle articolazioni. 